# Авейраш-де-Сима
Авейраш-де-Сима (порт. Aveiras de Cima)  —  район (фрегезия) в Португалии,  входит в округ Лиссабон. Является составной частью муниципалитета  Азамбужа. По старому административному делению входил в провинцию Рибатежу. Входит в экономико-статистический  субрегион Лезирия-ду-Тежу, который входит в Алентежу. Население составляет 4661 человек на 2001 год. Занимает площадь 26,081 км².
Покровителем района считается Дева Мария (порт. Nossa Senhora da Luz). 